# Чимське сільське поселення
Чи́мське сільське поселення (рос. Чимское сельское поселение) — муніципальне утворення у складі Удорського району Республіки Комі, Росія. Адміністративний центр та єдиний населений пункт — селище Чим.

## Населення
Населення — 357 осіб (2017, 454 у 2010, 642 у 2002, 1209 у 1989).